# The Red Devils (Band)
The Red Devils waren eine US-amerikanische Bluesrock-Band aus Los Angeles, die von 1988 bis 1994 bestand.

## Geschichte
Kern der Band waren Lester Butler (Gesang, Bluesharp), Jonny Ray Bartel (The Knitters; Bass) und Bill Bateman (Schlagzeug), die übrige Besetzung (darunter der Gitarrist Paul Size) wechselte mehrfach. Einige der Bandmitglieder, etwa Bill Bateman, hatten zuvor bei The Blasters gespielt.
Die sich ursprünglich Blue Shadows nennende Band etablierte sich in der Clubszene von Los Angeles, insbesondere durch ihre Auftritte im aus einem chinesischen Restaurant hervorgegangenen „King King“-Club. Hier wurde auch ihr Livealbum King King aufgenommen, produziert von Rick Rubin. Zu den Stammgästen des King King gehörte Bruce Willis, der auch als mundharmonikaspielender „Bruno“ mit den Blue Shadows dort jammte.
1992 nahm Mick Jagger eine Reihe von Bluessongs mit den Red Devils auf, von denen jedoch letztendlich keiner veröffentlicht wurde. Erst 2007 schaffte es einer der Titel, Checkinʼ Up on My Baby, auf die Zusammenstellung The Very Best of Mick Jagger.
Ab August 1992 tourten die Red Devils in den Vereinigten Staaten, im Sommer 1993 auch in Europa, wo Mick Jagger gelegentlich mit ihnen auftrat. Im September 1993 machten sie Studioaufnahmen mit Johnny Cash, ohne dass es zur Veröffentlichung kam. Erst 2003 wurde T for Texas kurz nach Cashs Tod auf dem Album Unearthed veröffentlicht.
Direkt im Anschluss an die Aufnahmen mit Cash nahm die Gruppe neun Titel für ihr zweites Album auf. Technische Probleme machten eine Veröffentlichung zunichte. Lediglich vier der Stücke wurden 1994 auf einer EP herausgegeben.
Butler bekam zunehmend Probleme durch seinen Drogenkonsum. 1994 löste sich die Band auf.

## Diskografie
- 1992: King King (Live-Album)
- 1994: Blackwater Roll (EP)